# L'Assassinat du père Noël
L'Assassinat du père Noël is een Franse film van Christian-Jaque die werd uitgebracht in 1941.
Het scenario van Charles Spaak en Pierre Véry is gebaseerd op de gelijknamige roman (1934) van Véry.

## Verhaal
Een Frans dorpje in Savoie maakt zich op voor het Kerstfeest. Sinds talrijke jaren verkleedt weduwnaar en speelgoed- en wereldbollenmaker Cornusse zich als de Kerstman. In die vermomming houdt hij, dankzij zijn grenzeloze verbeelding, zijn dochter Catherine en de kinderen van het dorp in spanning met zijn verhalen. De mooie maar fragiele Catherine droomt stiekem van haar toverprins, en dit tot groot ongenoegen van Léon Villard, de dorpsonderwijzer die vruchteloos haar hand heeft gevraagd. Die droomprins is de jonge geheimzinnige baron Roland die net een wereldreis achter de rug heeft. Villard verspreidt het gerucht dat Roland lepra heeft omdat die steeds een handschoen aan zijn rechterhand draagt.   
De feestelijke gebeurtenis loopt dit jaar echter uit op een drama: de heel waardevolle diamanten ring van Sint-Niklaas, de trots van het dorp, wordt ontvreemd en de Kerstman is onvindbaar. Tijdens de kerstnacht wordt hij vermoord teruggevonden. Het gaat echter niet om Cornusse. 

## Rolverdeling
| Acteur             | Personage                                    |
| ------------------ | -------------------------------------------- |
| Harry Baur         | le père Cornusse, fabrikant van wereldbollen |
| Raymond Rouleau    | baron Roland                                 |
| Renée Faure        | Catherine                                    |
| Marie-Hélène Dasté | la mère Michel                               |
| Robert Le Vigan    | Léon Villard                                 |
| Fernand Ledoux     | de burgemeester                              |
| Jean Brochard      | de apotheker                                 |
| Jean Parédès       | Kappel, de koster                            |
| Héléna Manson      | Marie Coquillot                              |
| Arthur Devère      | Tairraz, de horlogemaker                     |
| Marcel Pérès       | Rambert                                      |
| Georges Chamarat   | de veldwachter                               |
| Bernard Blier      | de brigadier                                 |